# رطوبة نسبية حرجة
تُعرَّف الرطوبة النسبية الحرجة (CRH) على أنها الرطوبة النسبية للغلاف الجوي المحيط (عند درجة حرارة معينة) . وعادة ما تكون عند 30 درجة مئوية التي تبدأ فيها المادة (الأسمدة) في امتصاص الرطوبة من الهواء
عندما تكون رطوبة الغلاف الجوي مساوية (أو أكبر من) الرطوبة النسبية الحرجة لعينة من الملح، ستمتص العينة الماء حتى يذوب كل الملح لإنتاج محلول مشبع. جميع الأملاح والمخاليط القابلة للذوبان في الماء لها خصائص الرطوبة الحرجة ؛ إنها خاصية مادية فريدة.
تنخفض الرطوبة النسبية الحرجة لمعظم الأملاح مع زيادة درجة الحرارة. على سبيل المثال، تنخفض الرطوبة النسبية الحرجة لنترات الأمونيوم بنسبة 22٪ مع درجة حرارة من 0 درجة مئوية إلى 40 درجة مئوية (32 درجة فهرنهايت إلى 104 درجة فهرنهايت).
| الملح                  | الرطوبة النسبية الحرجة (%) |
| ---------------------- | -------------------------- |
| نترات الكالسيوم        | 46.7                       |
| نترات الأمونيوم        | 59.4                       |
| نترات الصوديوم         | 72.4                       |
| اليوريا                | 72.5                       |
| كلوريد الأمونيوم       | 77.2                       |
| كبريتات الامونيوم      | 79.2                       |
| ثنائي فوسفات الأمونيوم | 82.5                       |
| كلوريد البوتاسيوم      | 84.0                       |
| نترات البوتاسيوم       | 90.5                       |
| فوسفات أحادي الأمونيوم | 91.6                       |
| فوسفات الكالسيوم       | 93.6                       |
| كبريتات البوتاسيوم     | 96.3                       |

الجدول 1: الرطوبة النسبية الحرجة للأملاح النقية عند 30 درجة مئويّة.
عادة ما تحتوي مخاليط الأملاح على رطوبة حرجة أقل من أي من المكونات. عادة ما تظهر الأسمدة التي تحتوي على اليوريا كمكون رطوبة نسبية حرجة أقل بكثير من الأسمدة التي لا تحتوي على اليوريا. يوضح الجدول 2 بيانات CRH للخلائط المكونة من عنصرين:
| -                 | نترات الأمونيوم | اليوريا | كبريتات الامونيوم | كلوريد البوتاسيوم |
| ----------------- | --------------- | ------- | ----------------- | ----------------- |
| نترات الأمونيوم   | -               | 18.1    | 62.3              | 67.9              |
| اليوريا           | 18.1            | -       | 56.4              | 60.3              |
| كبريتات الامونيوم | 62.3            | 56.4    | -                 | 71.3              |
| كلوريد البوتاسيوم | 67.9            | 60.3    | 71.3              | -                 |

الجدول 2: الرطوبة النسبية الحرجة لمخاليط الأملاح عند 30 درجة مئوية (القيم هي نسبة الرطوبة النسبية).
كما هو موضح، فإن تأثير خلط الملح يكون أكثر دراماتيكية في حالة نترات الأمونيوم مع اليوريا. يحتوي هذا الخليط على رطوبة نسبية حرجة منخفضة للغاية وبالتالي لا يمكن استخدامه إلا في الأسمدة السائلة (ما يسمى محلول يوريا-نترات الأمونيوم).

## رابط خارجي
- Adams، J.R.؛ Merz، A.R. (1929). "Hygroscopicity of Fertilizer Materials and Mixtures". Industrial and Engineering Chemistry. ج. 21 ع. 4: 305–307.